# Объясни мне, любовь
«Объясни мне, любовь» (нем. Ingeborg Bachmann – Reise in die Wüste, дословно — «Ингеборг Бахман: Путешествие в пустыню») — художественный фильм немецкого режиссёра Маргареты фон Тротта, главные роли в котором сыграли Вики Крипс, Рональд Церфельд и Тобиас Реш. Премьера картины состоялась на 73-м Берлинском кинофестивале 19 февраля 2023 года.

## Сюжет
Фильм рассказывает об австрийской писательнице Ингеборг Бахман, о её отношениях с Максом Фришем и о совместном путешествии в Египет.

## В ролях
- Вики Крипс — Ингеборг Бахман
- Рональд Церфельд — Макс Фриш
- Тобиас Реш —  Адольф Опель
- Луна Ведлер — Марианна Ойлер
- Ренато Карпентьери — Джузеппе Унгаретти

## Релиз и восприятие
Премьера картины состоялась на 73-м Берлинском кинофестивале 19 февраля 2023 года. Фильм был включён в основную программу и претендовал на Золотого медведя, но остался без наград.
26 октября 2023 года картина вышла в прокат во Франции, 20 июня 2024 года — в России. Её русскоязычное название, «Объясни мне, любовь», отсылает к одному из стихотворений Бахман.
На сайте-агрегаторе рецензий Rotten Tomatoes фильм имеет рейтинг одобрения 80 % на основе 10 рецензий со средней оценкой 6,3/10. Давиде Аббатешианни из Cineuropa жёстко раскритиковал фильм, назвав его «довольно устаревшей драмой высшего класса», включающей в себя несколько «непреднамеренно смешных» моментов. Признавая, что режиссёр «избегает осуждения реальных персонажей и их проблемного существования», то, как они изображены, «заставляет их выглядеть так, будто они принадлежат к бесконечной череде буржуазных героев, которые десятилетиями заполняют наши экраны». Михаил Трофименков отметил: «Оригинальное название фильма „Ингеборг Бахман: путешествие в пустыню“. Но, увы, в пустыне фон Тротты нет ни магии, ни похоти, ни бесконечности, как в фильме Бернардо Бертолуччи „Под покровом небес“».